# Brasilia
Brasilia (AFI: /braˈzilja/; in portoghese Brasília /bɾaˈziljɐ/) è la capitale federale del Brasile e la sede del governo del Distretto Federale. È situata nel Centro-Ovest del Paese, nella regione del Planalto Central. Secondo il censimento condotto dall'IBGE nel 2022, si tratta della terza città più popolosa del Brasile, senza contare l'area metropolitana. È una città pianificata e una delle capitali mondiali edificate e designate più recentemente, essendo stata costruita tra il 1956 e il 1960, anno nel quale è diventata capitale, che in precedenza era Rio de Janeiro. La città è ancora in costruzione, seguendo sempre il progetto iniziale. L'UNESCO ha dichiarato Brasilia Patrimonio dell'umanità.

## Geografia fisica

### Territorio
Brasilia è compresa nel Distretto Federale, creato da Juscelino Kubitschek all'interno dello Stato di Goiás, al confine con lo Stato di Minas Gerais. Il Distretto è toccato dai fiumi Preto, a est, e Descoberto, a ovest. Brasilia è situata sul Planalto Central, un altopiano a un'altitudine di oltre 1 000 metri sul livello del mare. È stata costruita sull'altopiano per promuovere lo sviluppo delle aree interne del Paese. Dista 1015 km da San Paolo, 1148 km da Rio de Janeiro, 1146 km da Salvador, 741 km da Belo Horizonte e 209 km da Goiânia.

### Clima
Secondo la classificazione dei climi di Köppen, Brasilia ha un clima tropicale della savana (Aw). L'estate è calda e piovosa, mentre l'inverno è mite e siccitoso. Durante la stagione secca (da maggio a settembre), l'umidità relativa dell'aria raggiunge livelli critici, fino al 20% o meno.
| Brasilia                   | Mesi  | Mesi  | Mesi  | Mesi  | Mesi | Mesi | Mesi | Mesi | Mesi | Mesi  | Mesi  | Mesi  | Stagioni | Stagioni | Stagioni | Stagioni | Anno    |
| Brasilia                   | Gen   | Feb   | Mar   | Apr   | Mag  | Giu  | Lug  | Ago  | Set  | Ott   | Nov   | Dic   | Est      | Aut      | Inv      | Pri      | Anno    |
| -------------------------- | ----- | ----- | ----- | ----- | ---- | ---- | ---- | ---- | ---- | ----- | ----- | ----- | -------- | -------- | -------- | -------- | ------- |
| T. max. media (°C)         | 26,9  | 26,7  | 27,1  | 26,6  | 25,7 | 25,2 | 25,1 | 27,3 | 28,3 | 27,5  | 26,6  | 26,2  | 26,6     | 26,5     | 25,9     | 27,5     | 26,6    |
| T. media (°C)              | 21,2  | 21,3  | 21,5  | 20,9  | 19,6 | 18,5 | 18,3 | 20,3 | 21,7 | 21,6  | 21,1  | 21,0  | 21,2     | 20,7     | 19,0     | 21,5     | 20,6    |
| T. min. media (°C)         | 17,4  | 17,4  | 17,5  | 16,8  | 15,0 | 13,3 | 12,9 | 14,6 | 16,0 | 17,4  | 17,5  | 17,5  | 17,4     | 16,4     | 13,6     | 17,0     | 16,1    |
| Precipitazioni (mm)        | 247,4 | 217,5 | 180,6 | 123,8 | 38,6 | 8,7  | 11,1 | 13,9 | 55,2 | 166,6 | 231,1 | 246,0 | 710,9    | 343,0    | 33,7     | 452,9    | 1 540,5 |
| Umidità relativa media (%) | 76    | 77    | 76    | 75    | 68   | 61   | 56   | 49   | 53   | 66    | 75    | 79    | 77,3     | 73       | 55,3     | 64,7     | 67,6    |

La temperatura minima assoluta mai registrata è stata di 1,6 °C (18 luglio 1975), la massima di 36,4 °C (18 ottobre 2015 e 8 ottobre 2020).

## Storia
Il presidente Juscelino Kubitschek ordinò la costruzione di Brasilia, mettendo in atto un articolo della Costituzione repubblicana del Paese, lungamente trascurato, nel quale si stabiliva che la capitale dovesse essere trasferita da Rio de Janeiro. Il suo principale pianificatore urbano fu Lúcio Costa. Oscar Niemeyer fu l'architetto capo della gran parte degli edifici pubblici e Roberto Burle Marx ebbe l'incarico di landscape designer, o disegnatore del paesaggio. Il piano urbanistico fu basato sulle teorie di Le Corbusier. Brasilia fu costruita in 41 mesi, dal 1956 al 21 aprile 1960, quando fu ufficialmente inaugurata.
Dal 1763 al 1960, la capitale del Brasile fu Rio de Janeiro, e le risorse tendevano a essere concentrate nella regione sud-orientale del Paese. La posizione centrale di Brasilia fece sì che la capitale diventasse maggiormente "neutrale", rispetto alle varie regioni. L'idea di situare la capitale del Brasile nell'interno risale alla prima Costituzione repubblicana del 1891, che definiva a grandi linee il luogo in cui creare il distretto federale, ma il sito fu definito soltanto nel 1922. La posizione di Brasilia avrebbe promosso lo sviluppo della regione centrale del Brasile e avrebbe meglio integrato l'intero territorio brasiliano.
Nel 1883 il sacerdote italiano Giovanni Bosco avrebbe avuto un sogno profetico, nel quale descrisse una città futuristica che corrispondeva più o meno all'ubicazione di Brasilia. Oggi, a Brasilia, vi sono numerosi riferimenti a questo educatore che fondò la Congregazione dei Salesiani. Una delle principali cattedrali, Santuário Dom Bosco, porta il suo nome, così come l'"Ermida Dom Bosco", punto panoramico dove Giovanni Bosco avrebbe affermato che sarebbe nata questa città "dai frutti giganteschi".
Il Secondo Sogno Missionario, avuto a San Benigno Canavese il 30 agosto 1883, Don Bosco lo raccontò il 4 settembre ai membri del Terzo Capitolo Generale. Don Lemoyne lo mise subito per iscritto e Don Bosco lo completò e lo ritoccò. Riferendosi alle future ricchezze dell'America del Sud raccontò:
«[..] Tra il grado 15 e il 20 vi era un seno assai largo e assai lungo (un altopiano) che partiva da un punto ove si formava un lago. Allora una voce disse ripetutamente: Quando si verrà a scavare le miniere nascoste in mezzo a questi monti, apparirà qui la terra promessa fluente latte e miele. Sarà una ricchezza inconcepibile [..]»

## Società

### Evoluzione demografica
Evoluzione demografica del Distretto Federale

## Cultura
I principali musei si trovano lungo l'Asse monumentale. Il Panteão da Pátria e da Liberdade Tancredo Neves, che ha la forma di una colomba e fu creato da Oscar Niemeyer, inaugurato nel 1986, conserva anche il "Libro degli eroi della Patria", che racconta la storia di coloro che hanno combattuto per l'unità della nazione.
Il Memorial JK espone vari oggetti personali, foto, regali, lettere e la tomba stessa di colui che ha ideato la città, Juscelino Kubitschek de Oliveira. Fuori dall'Asse monumentale, c'è il Museo d'Arte di Brasilia, che ha una mostra permanente dedicata all'arte, e il Museo dei Valori del Banco Centrale. Nel settore settentrionale si trova il Teatro Nazionale, che ha la forma di una grande piramide dalla forma irregolare.

### Istruzione
Il portoghese è la lingua ufficiale del paese, e quindi quella insegnata nelle scuole. Tuttavia, l'inglese fa parte del programma ufficiale del liceo.

#### Università

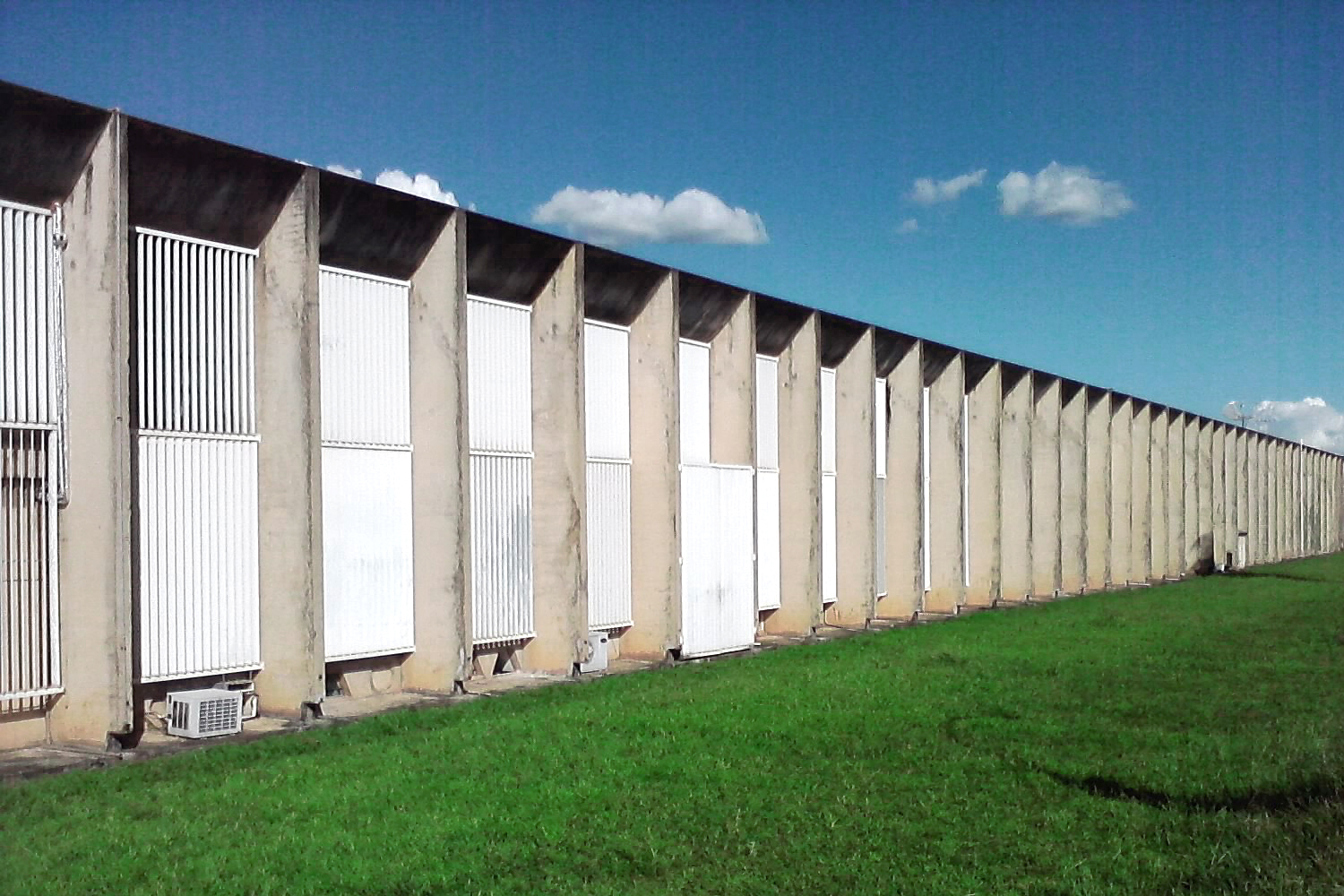
Istituto Centrale di Scienze (Instituto Central de Ciências - ICC) dell'Università di Brasilia, noto anche come Minhocão

- Università di Brasilia (Universidade de Brasília - UNB)
- Università Cattolica di Brasilia (Universidade Católica de Brasília - UCB)
- Istituto Scientifico d'Istruzione Superiore e di Ricerca (Instituto Científico de Ensino Superior e Pesquisa) - UNICESP
- Centro Universitario di Brasilia (Centro Universitário de Brasília - UniCEUB)
- Centro Universitario del Distretto Federale (Centro Universitário do Distrito Federal - UDF)
- Centro Universitario Euroamericano - Unieuro
- Istituto di Istruzione Superiore di Brasilia (Instituto de Educação Superior de Brasília - IESB)
- União da Social Integração Pioneira - UPIS
- Università Paulista (Universidade Paulista - UNIP)
- Istituto Rio Branco (Instituto Rio Branco - IRBr): fondato nel 1945, è la scuola diplomatica del Brasile

## Geografia antropica

### Urbanistica

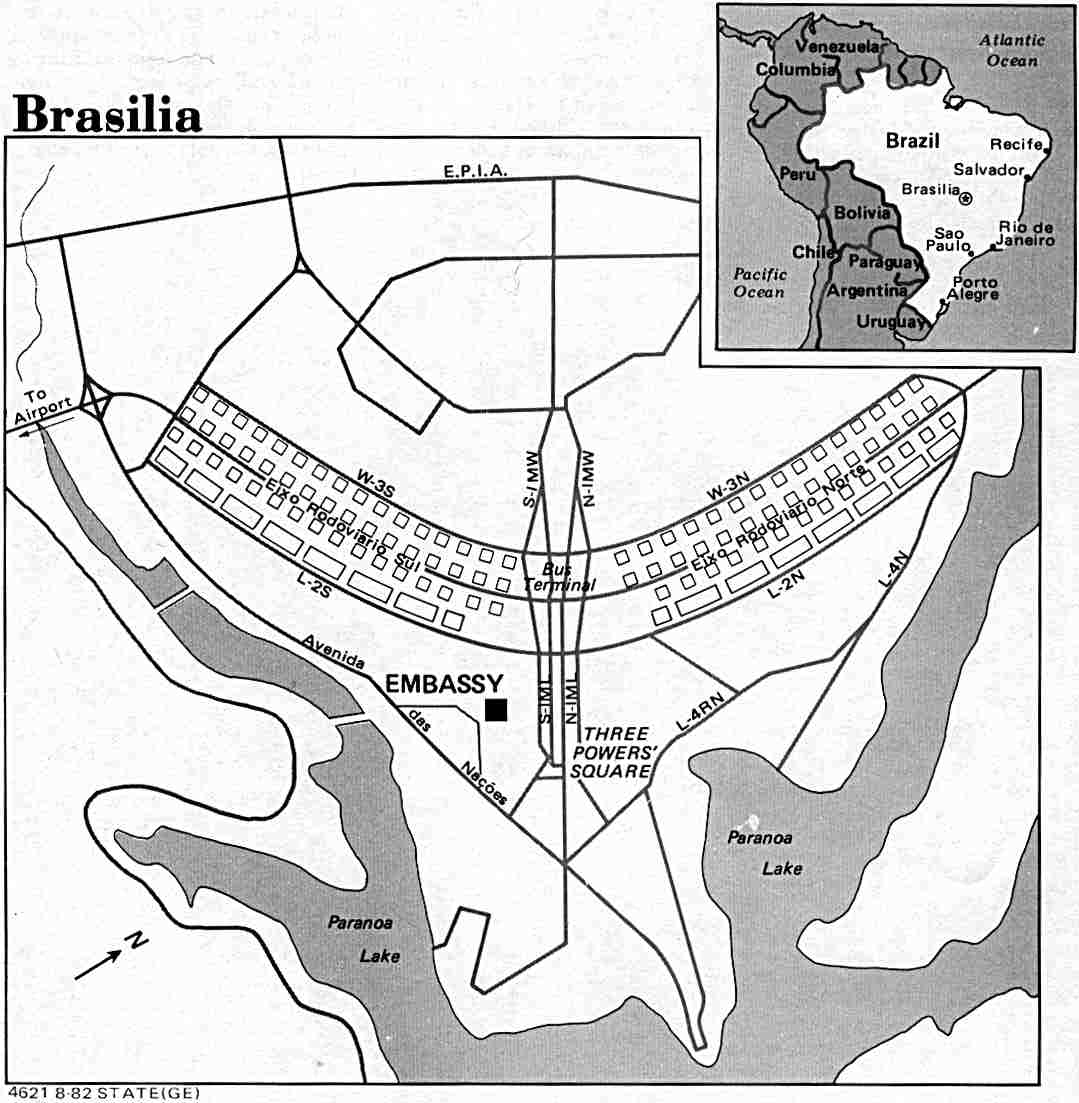
La mappa del progetto pilota, realizzato da Lúcio Costa. La forma della città ricorda quella di un aeroplano orientato verso occidente.

Il piano urbanistico realizzato da Lúcio Costa era dettagliato e meticoloso; esso stabilisce quali zone devono essere residenziali, quali commerciali, quali bancarie, quali ospedaliere. Limita le aree industriali, le zone in cui certi edifici possono essere costruiti e quanto questi edifici possono essere alti, ecc. Gli edifici residenziali presenti nel Plano Piloto, per esempio, possono avere un'altezza massima di sei piani, organizzati in accordo con le coordinate cardinali che fungono come indirizzo.
Alla base del progetto della città c'era una semplice croce. Citando Costa: il progetto "nasce dal gesto primario di qualcuno che segna un luogo per prenderne possesso: due assi che si incrociano ad angolo retto, il segno stesso della croce". Tuttavia, la croce dovette essere adattata alla topografia del luogo, poiché erano già previsti progetti per un lago artificiale, e la città assunse la forma di un aeroplano.
La fusoliera dell'aeroplano contiene i ministeri, gli edifici governativi, il Senato e la Camera dei deputati e una futuristica cattedrale, progettata da Oscar Niemeyer. Vi è anche una torre televisiva alta 230 metri, che offre vedute spettacolari della città e del lago.
Le ali dell'aeroplano sono chiamate Ala Nord e Ala Sud: ognuna di esse è lunga circa 7 km. Il viale che si trova fra il lago e le ali è chiamato L4 Sul o L4 Norte, a seconda dell'ala.
Un ampio viale ad alta velocità, chiamato Eixo Rodoviário o "Eixão", collega le due ali tramite un sottopasso che scorre sotto la stazione centrale degli autobus, dove sono situati il distretto bancario e quello alberghiero. Gli indirizzi 100 e 300 stanno sul lato ovest dell'Eixo, e i 200 e i 400 sul lato est. Lungo queste strade vi sono le aree residenziali chiamate Superquadra Sul (SQS) e Superquadra Norte (SQN). Sono costituite da blocchi di 11 condomini, di sei piani (100, 200, 300) e tre piani (400) su pilotis: ogni edificio è identificato da una lettera. Fra i blocchi sono situate scuole e chiese per i residenti. Le strade commerciali tipicamente separano una Superquadra dall'altra. Le 500, lungo la Via W3, sono esclusivamente commerciali; alle 600 e 900 stanno le chiese, scuole, università; alle 700 ci sono case, scuole e chiese; fra le 700 e le 900 ci sono le Entrequadras con edifici commerciali di quattro piani e alle 800, le ambasciate.
La città ha anche uno zoo, nei pressi dell'aeroporto internazionale, che ospita animali nativi della regione del Cerrado. Il lago è circondato da 124 ambasciate, da circoli ricreativi e abitazioni lussuose, e da cinque parchi: Parque da Cidade, il parco più esteso dell'America Latina, 420 ha; Parque Burle Marx, 280 ha; Parque Olhos d'Água, 21 ha; Parque das Aves, 83 ha; Parque Nacional de Brasília, noto come Água Mineral, una riserva naturale di 30000 ha.
Una delle principali critiche a Brasilia è che sono stati presi poco in considerazione i pedoni. La città fu progettata durante l'avvento dell'età dei motori: nel piano originale non vi erano semafori, tutte le auto viaggiavano percorrendo cavalcavia o tunnel, per evitare intersezioni a raso. Attualmente, poiché nel progetto-pilota (Plano Piloto) erano previsti 200 000 abitanti, il piano urbanistico è divenuto obsoleto. La soluzione adottata dalla città è stato il tracciamento di migliaia di strisce pedonali su tutte le strade. Recentemente, sempre per alleviare questo problema, è stata costruita una metropolitana, ma ci sono ancora numerose stazioni incomplete. Ci sono due linee per l'Ala Sud, che proseguono fino alle città satellite di Samambaia e Ceilândia. Benché i trasporti pubblici siano presenti in abbondanza, l'automobile rimane un mezzo di trasporto popolare a Brasilia.
Un'altra critica è il dislocamento dei residenti poveri in città satelliti troppo lontane, come Santa Maria, São Sebastião, Gama, Ceilândia e Sobradinho. Questi centri sono collegati alla città da autobus e da mezzi di superficie veloci. Gli abitanti di queste città satellite vivono in condizioni inferiori rispetto a quelle del progetto-pilota a causa della politica abitativa adottata da Joaquim Roriz, che ha attratto verso la capitale molti abitanti di regioni povere del paese in cambio di una piccola tenuta, affollando il territorio del Distretto Federale. Quando si parla di Brasilia, queste città satellite sono raramente prese in considerazione, nonostante la loro popolazione sia largamente superiore a quella del progetto-pilota. Tuttavia, Brasilia è la città con il più alto indice di sviluppo umano (HDI) dell'intero Brasile.

## Infrastrutture e trasporti
La città è servita da due linee metropolitane, da due stazioni autobus: una metropolitana, l'altra interstatale e dall'Aeroporto Internacional de Brasília - Presidente Juscelino Kubitschek.

## Governo
Brasilia non ha sindaco né consiglieri comunali, poiché l'articolo 32 della Costituzione federale del 1988 proibisce esplicitamente che il Distretto Federale sia diviso in comuni.
Il Distretto Federale è una delle 27 unità federative del Brasile e dispone di potere esecutivo e legislativo, mentre quello giudiziario è detenuto dall'Unione. Quello esecutivo è esercitato dal governatore distrettuale, che è eletto dalla popolazione. Il legislativo è esercitato da una camera legislativa composta da deputati distrettuali, anch'essa eletta dalla popolazione. Ha rappresentanti propri sia nella Camera dei deputati, sia nel Senato federale del Congresso Nazionale.